# Чаталджа (дем Драма)
 Тази статия е за селото в Гърция.  За града в Турция вижте Чаталджа.  
Чаталджа (на гръцки: Χωριστή, Хористи, до 1927 година Τσατάλτζα, Цаталдза) е село в Република Гърция, разположено на територията на дем Драма в област Източна Македония и Тракия.

## География
Селото е разположено на 120 m надморска височина в Драмското поле, югоизточно от град Драма.

## История

### Етимология
Името произтича от турското çatal.

### В Османската империя
В началото на XX век Чаталджа е село в Драмска кааза на Османската империя. Александър Синве ("Les Grecs de l’Empire Ottoman. Etude Statistique et Ethnographique"), който се основава на гръцки данни, в 1878 година пише, че в Чаталджа (Tchataldja) живеят 2100 гърци.
В края на XIX век Васил Кънчов пише, че Чаталджи има 350 гръцки къщи и 50 турски. Според статистиката на Кънчов („Македония. Етнография и статистика“) към 1900 година селото има 1750 жители гърци християни и 300 турци.
По данни на секретаря на Българската екзархия Димитър Мишев („La Macédoine et sa Population Chrétienne“) в 1905 година християнското население на Чаталджа (Tchataldja) се състои от 1800 гърци и в селото действат едно прогимназиално и едно основно гръцко училище с трима учители и 180 ученици.
Църквата „Въведение Богородично“ е построена в 1906 година.
При избухването на Балканската война в 1912 година 2 души от Чаталджа са доброволци в Македоно-одринското опълчение.

### В Гърция
След Междусъюзническата война от 1913 година селото остава в пределите на Гърция. В 1927 година името му е преведено на Хористи. Мюсюлманското му население е изселено в Турция по силата на Лозанския договор в 1923 година и на негово място са настанени 272 гръцки бежански семейства с 1090 души. В 1928 година селото е представено като смесено местно-бежанско с 272 бежански семейства и 1080 жители общо.
Населението произвежда тютюн, жито и други земеделски култури, а се занимава частично и с краварство.
| Име       | Име          | Ново име          | Ново име            | Описание                               |
| --------- | ------------ | ----------------- | ------------------- | -------------------------------------- |
| Узун гьол | Ούζούν Γκιόλ | Макрирема         | Μακρύρεμα           | река на Ю от Чаталджа                  |
| Орта бара | Όρτά Παρά    | Капнохорафа       | Καπνοχώραφα         | възвишение на ЮЗ от Чаталджа           |
| Ени гьол  | Γενή Γκιόλ   | Кенурия Дексамени | Καινούργια Δεξαμενή | местност на ЮЗ от Чаталджа             |
| Драмаюлу  | Δραμαϊλοϋ    | Одос Драмас       | οδός Δράμας         | възвишение на СЗ от Чаталджа (162,1 m) |

| Година    | 1913 | 1920 | 1928 | 1940 | 1951 | 1961 | 1971 | 1981 | 1991 | 2001 | 2011 | 2021 |
| --------- | ---- | ---- | ---- | ---- | ---- | ---- | ---- | ---- | ---- | ---- | ---- | ---- |
| Население | 2884 | 2201 | 3200 | 3184 | 2633 | 2652 | 2111 | 2104 | 2364 | 2625 | 2725 | 2512 |

## Личности
Родени в Чаталджа
- Ахилеас Запранис (р. 1965), гръцки учен
- Георги Христов (Гьоре Христов), македоно-одрински опълченец, Продоволствен транспорт на МОО, Нестроева рота на 5 одринска дружина[13]
- Георгиос Доду (Γεώργιος Δώδου), гръцки андартски деец, агент от трети ред, четник на Константинос Даис (Царас) през 1907-1908 година[14]
- Мито Михайлов, македоно-одрински опълченец, четата на Симеон Георгиев[15]